# Matsumoto Rei
Rei Matsumoto (松本 怜 (Tùng-Bản Liên) Matsumoto Rei, sinh ngày 25 tháng 2 năm 1988) là một cầu thủ bóng đá người Nhật Bản.

## Thống kê câu lạc bộ
Cập nhật đến ngày 23 tháng 2 năm 2016.
| Thành tích câu lạc bộ | Thành tích câu lạc bộ | Thành tích câu lạc bộ | Giải vô địch | Giải vô địch | Cúp                   | Cúp                   | Cúp Liên đoàn | Cúp Liên đoàn | Khác    | Khác      | Tổng cộng | Tổng cộng |
| Mùa giải              | Câu lạc bộ            | Giải vô địch          | Số trận      | Bàn thắng    | Số trận               | Bàn thắng             | Số trận       | Bàn thắng     | Số trận | Bàn thắng | Số trận   | Bàn thắng |
| Nhật Bản              | Nhật Bản              | Nhật Bản              | Giải vô địch | Giải vô địch | Cúp Hoàng đế Nhật Bản | Cúp Hoàng đế Nhật Bản | J. League Cup | J. League Cup | Khác1   | Khác1     | Tổng cộng | Tổng cộng |
| --------------------- | --------------------- | --------------------- | ------------ | ------------ | --------------------- | --------------------- | ------------- | ------------- | ------- | --------- | --------- | --------- |
| 2010                  | Yokohama F. Marinos   | J1 League             | 5            | 0            | 2                     | 0                     | 0             | 0             | -       | -         | 7         | 0         |
| 2011                  | Yokohama F. Marinos   | J1 League             | 1            | 0            | 3                     | 0                     | 0             | 0             | -       | -         | 4         | 0         |
| 2012                  | Yokohama F. Marinos   | J1 League             | 13           | 0            | 1                     | 1                     | 4             | 0             | -       | -         | 18        | 1         |
| 2013                  | Oita Trinita          | J1 League             | 8            | 1            | 1                     | 0                     | 0             | 0             | -       | -         | 9         | 1         |
| 2014                  | Oita Trinita          | J2 League             | 25           | 1            | 0                     | 0                     | -             | -             | -       | -         | 25        | 1         |
| 2015                  | Oita Trinita          | J2 League             | 27           | 1            | 2                     | 1                     | -             | -             | 2       | 0         | 31        | 2         |
| 2016                  | Oita Trinita          | J3 League             | 27           | 1            | 3                     | 0                     | -             | -             | -       | -         | 30        | 1         |
| 2017                  | Oita Trinita          | J2 League             | 30           | 3            | 1                     | 0                     | -             | -             | -       | -         | 31        | 3         |
| 2018                  | Oita Trinita          | J2 League             |              |              |                       |                       | -             | -             |         |           |           |           |
| Tổng                  | Tổng                  | Tổng                  | 136          | 7            | 10                    | 2                     | 4             | 0             | 2       | 0         | 155       | 9         |

1Bao gồm J3 Relegation Playoffs.